# Embrague de ventilador

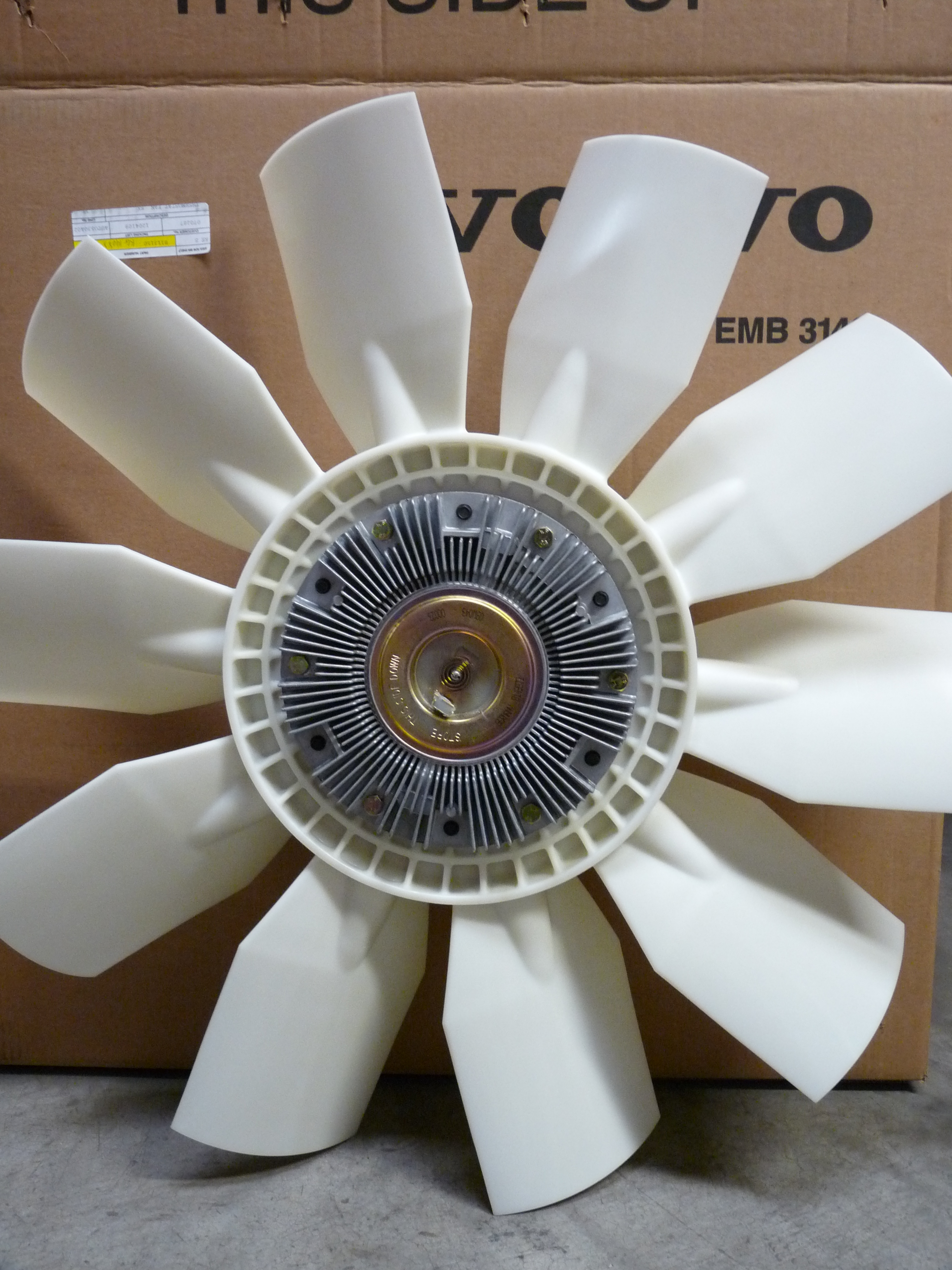
Ventilador del motor con accionamiento viscoso

Un embrague de ventilador es un ventilador de enfriamiento termostático del motor que puede girar libremente a bajas temperaturas cuando no se necesita enfriamiento, lo que permite que el motor se caliente más rápido, aliviando la carga innecesaria en el motor. A medida que aumenta la temperatura, el embrague se activa para que el ventilador sea accionado por la potencia del motor y mueva el aire para enfriar el motor.

## Función
Cuando el motor está frío o incluso a la temperatura de funcionamiento normal, el embrague del ventilador desconecta parcialmente el ventilador de enfriamiento del radiador accionado mecánicamente del motor, generalmente ubicado en la parte delantera de la bomba de agua y accionado por una correa y una polea conectadas al cigüeñal del motor. Esto ahorra energía, ya que el motor no tiene que conducir completamente el ventilador.
Sin embargo, si la temperatura del motor aumenta por encima de la configuración de temperatura de acoplamiento del embrague, el ventilador se activa por completo, lo que atrae un mayor volumen de aire ambiente a través del radiador del vehículo, que a su vez sirve para mantener o reducir la temperatura del refrigerante del motor a un nivel aceptable.

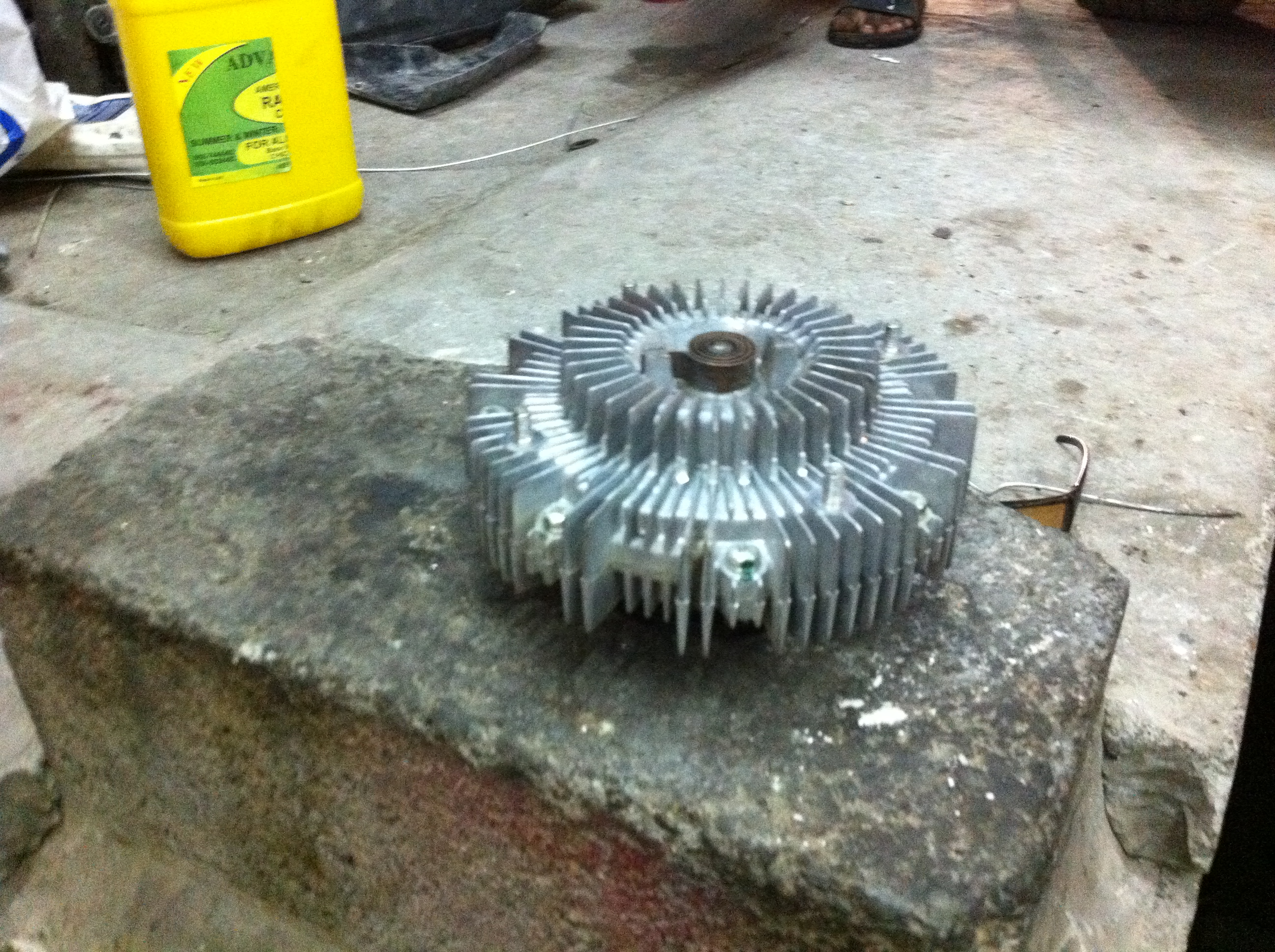
Embrague de ventilador de un Lexus LS 400 de 1994

Los ventiladores mecánicos son más comunes en camiones y SUV, y en algunos automóviles con tracción trasera. Esto es más fácil de lograr porque el motor está montado longitudinalmente, con los componentes accesorios de la correa montados frente al radiador. El ventilador está montado en la polea del cigüeñal o en una de las poleas accesorias (por ejemplo, la polea de la bomba de agua) y girará entre el radiador y el motor, atrayendo aire a través del radiador y soplando sobre el motor. Aunque el aire se ha calentado al pasar a través del radiador, todavía está mucho menos caliente que la superficie del motor, por lo que el flujo de aire sobre el motor ayuda a enfriar.
Por el contrario, en un vehículo con tracción delantera, el motor generalmente se monta lateralmente, con el cigüeñal y, por lo general, todos los ejes accesorios principales paralelos al eje delantero, para conducir directamente el transeje; un ventilador montado mecánicamente en una polea accesoria soplaría lateralmente y no miraría hacia el radiador. Esta es la razón por la cual los ventiladores eléctricos de enfriamiento del motor se utilizan de manera prácticamente universal en los vehículos con tracción delantera. La conversión de energía mecánica a electricidad y de vuelta a energía rotativa mecánica con un motor de ventilador es menos eficiente que una conexión mecánica directa, pero esto se compensa con creces con un mayor control de un ventilador eléctrico a través de controles termostáticos electrónicos que pueden apagar completamente el ventilador. cuando la temperatura del motor está por debajo del punto de ajuste.

## Tipos
La mayoría de los embragues de ventilador son acoplamientos viscosos o «fluidos», combinados con un sistema sensor bimetálico similar al de un termostato. Algunos embragues se controlan electrónicamente (en lugar de una tira bimetálica). Estos proporcionan el potencial para controlar el nivel de compromiso dependiendo de cualquier cantidad de entradas. Los factores de control comunes pueden incluir la temperatura del aceite del motor, la temperatura del aceite de la transmisión, la temperatura del refrigerante, las presiones del sistema de CA y la temperatura del aire ambiente.
- Datos: Q5433591